# Lepidagathis rumphii
Lepidagathis rumphii är en akantusväxtart som beskrevs av Merrill.. Lepidagathis rumphii ingår i släktet Lepidagathis och familjen akantusväxter. Inga underarter finns listade i Catalogue of Life.